# درويش (الشرقية)
قرية درويش هي إحدى القرى التابعة لمركز فاقوس في محافظة الشرقية في جمهورية مصر العربية. حسب إحصاءات سنة 2006، بلغ إجمالي السكان في درويش 14001 نسمة، منهم 7182 رجل و6819 امرأة.